# 道の駅センザキッチン
道の駅センザキッチン（みちのえきセンザキッチン）は、山口県長門市にある山口県道282号仙崎停車場小浜線の道の駅である。

## 概要
長門市仙崎にある青海島への観光遊覧船発着場を中心とした観光施設「青海島シーサイドスクエア」の敷地内に、長門市が6億円をかけて整備した「仙崎地区交流拠点施設」として2017年10月7日にオープンしたもので、2017年11月の道の駅登録と駐車場エリアの再整備・シーサイドスクエア売店棟「ショップ青海島」のダイニング棟への改修を経て2018年4月20日に道の駅としてグランドオープンした。
仙崎の「リビング・ダイニング・キッチン」をコンセプトに、日本海の海の幸や近隣の農家からの農産物を直売するエリアや飲食店、買ったものをすぐにバーベキューに出来る「海小屋」エリア、長門地域の木材を利用した木育交流施設「長門おもちゃ美術館」などが併設される。指定管理者制度により、長門大津農業協同組合・深川養鶏農業協同組合・山口県漁業協同組合・長門市の4者が出資して設立した「ながと物産合同会社」が施設運営を行う。

## 施設
- 駐車場：161台
  - 普通車：148台
  - 大型車：8台
  - 身障者用：5台
- EV充電器：1台分
- トイレ：31器
  - 男：16器
  - 女：12器
  - 身障者用：3器
- キッチン棟
  - 農水産物等直売所・売店
  - バーベキューコーナー「グリルハウス」
  - 地産地消レストラン「仙崎本丸」11:00 - 21:00
  - レストラン「ひものや食堂 ひだまり」 9:00 - 18:00
  - 喫茶店「TAKADA COFFEE」 9:00 - 18:00
  - 休憩施設
- ダイニング棟
  - フードコート「センザキバル」9:00 - 18:00
  - 寿司店「千石寿司」11:00 - 21:00
  - 観光案内所「YUKUTE」
  - 長門おもちゃ美術館
- 青海島観光汽船（観光遊覧船発着所）

## アクセス
- 山口県道282号仙崎停車場小浜線 - 登録路線
- 山口県道56号仙崎港線
- サンデン交通・ブルーライン交通・防長交通ほか「センザキッチン」バス停下車
  - おとずれ号（福岡 - センザキッチン、西日本鉄道、昼行便）[6]
- JR西日本山陰本線（仙崎支線）仙崎駅から450m